# Semiotus fascicularis
Semiotus fascicularis is een keversoort uit de familie kniptorren (Elateridae). De wetenschappelijke naam van de soort werd voor het eerst geldig gepubliceerd in 1857 door Candèze.